# Tenchu 2: Birth of the Stealth Assassins
Tenchu 2: Birth of the Stealth Assassins, pubblicato originariamente in Giappone come Rittai Ninja Katsugeki Tenchū Ni (立体忍者活劇 天誅 弐 ?, lett. "Dramma teatrale del ninja stereoscopico: Retribuzione divina 2"), è un videogioco per PlayStation del 2000 della serie di videogiochi stealth chiamata Tenchu, più precisamente esso racconta le vicende avvenute prima del primo gioco della serie, chiamato Tenchu: Stealth Assassins. Il gioco è stato prodotto da Massami Yamamoto e diretto da Takuma Endo. La colonna sonora è stata composta da Noriyuki Asakura ed eseguita da Addu'a mentre il brano di apertura è stato eseguito da Yui Murase.

## Trama
Il clan ninja degli Azuma ha servito la casata dei Gohda per innumerevoli generazioni e adesso tre giovani ninja del clan Azuma, Rikimaru, Ayame e Tatsumaru hanno il compito di proteggere Lord Gohda Matsunoshin da un colpo di Stato, da una guerra civile e addirittura da un misterioso gruppo di ninja criminali autodefinitisi Burning Dawn (L'Aurora di Fuoco).
Dopo essere stati accettati nel clan degli Azuma, i tre ninja sono subito chiamati al castello di Lord Gohda per proteggerlo dall'attacco dello zio dello stesso Lord Gohda, Motohide. Dopo una sanguinosa battaglia, che include la vittima di Lady Kei, la moglie di Lord Gohda e il rapimento di sua figlia, la principessa Kiku, Rikimaru riuscirà ad impedire a Motohide di assassinare anche Lord Gohda ma non riuscirà ad impedirgli di fuggire. In seguito si viene a scoprire che Motohide stava lavorando per un signore rivale, Lord Toda ucciderà lo stesso Motohide e a sua volta sarà ucciso da Lady Kagami, il capo dei suoi stessi ninja.
Infatti ella è il capo di un gruppo di ninja ribelli che si fanno chiamare Burning Dawn, composto da numerosi ninja ma capeggiato da quattro persone, Suzaku, Genbu, Seiryu e Byakko, anche se il capo assoluto rimane comunque Lady Kagami. Inoltre, a peggiorare la situazione, il novello capo dei Ninja Azuma, Tatsumaru, è sparito; in seguito poi si viene a sapere che il ninja ha perso la memoria e che parteggia per i Burning Dawn, e alla fine si scoprirà che si era innamorato di lady Kagami, e che, anche se aveva recuperato la memoria, è rimasto fino alla fine al suo fianco. Rikimaru e Ayame in questo videogioco avranno da salvare Lord Gohda e fermare la rivoluzione dei ninja.

## Modalità di gioco
Il gioco è dotato di un editor (simile a quello di Tenchu: Shinobi Gaisen), che dà al giocatore la possibilità di creare missioni. In Nord America è stato anche indetto un torneo per chi avesse creato la missione migliore.

## Personaggi
Per caratteristiche più precise dei personaggi ricorrenti della serie Tenchu vedi la pagina principale riferita ai personaggi.

### Personaggi principali
Rikimaru
Un ninja estremamente dotato e un gran lavoratore, Rikimaru ha lavorato fin da quando era un bambino per diventare un guerriero ombra. Durante il gioco si scoprirà che è nato per essere un capo. La sua arma è una spada a due mani.
Ayame
La più giovane ninja del clan Azuma, Ayame è una ragazza selvatica e ribelle. Durante il gioco si manifesterà in lei un affetto profondo verso la principessa Kiku e un amore verso Tatsumaru. Come arma usa due spade corte gemelle.
Tatsumaru
Il più vecchio degli allievi di Azuma Shiunsai, Tatsumaru è stato scelto come successore del suo maestro. Presto nel gioco il ninja perde la memoria, si unisce all'Aurora di Fuoco senza ricordarsi minimamente del clan Azuma e infine si innamora di Lady Kagami. Il suo cammino con l'Aurora di Fuoco lo porterà a uccidere il maestro Shiunsai in un attacco al villaggio ninja degli Azuma, ma subito dopo riacquisterà la memoria e, sapendo che i suoi crimini sono imperdonabili, decide di togliersi la vita durante il combattimento con Ayame, ma rimarrà fedele a Lady Kagami per il suo amore e perché approva le sue idee, anche se non approva i suoi metodi. Nonostante abbia una spada, la usa poche volte e preferisce combattere a mani nude.
Lady Kagami
Capo dell'organizzazione Aurora di Fuoco e capo dei ninja di lord Toda, Kagami vuole realizzare il suo sogno di un mondo dove i ninja non sono costretti a vivere nell'ombra. Per raggiungere il suo intento ha iniziato una rivoluzione dei ninja per liberare l'intero giappone di tutti i signori come Lord Gohda e Lord Toda ed è aiutata dai suoi ninja più forti: Gembu, Byakko, Suzaku e Seiryu. Sviluppa una forte relazione romantica con Tatsumaru. Viene mortalmente ferita da Rikimaru e muore nella nave Fire Demon (Demone di fuoco) nell'esplosione finale di quest'ultima rimanendo fino in fondo vicino al corpo morto di Tatsumaru. La sua spada assomiglia alla Masamune di Sephirot del gioco Final Fantasy VIIed è simile a una katana.

### Altri personaggi
Shiunsai Azuma
Il capo dei ninja Azuma, maestro Shiunsai è colui che ha insegnato a Rikimaru, Ayame e Tatsumaru a essere dei veri ninja. Durante l'attacco al villaggio ninja di Tatsumaru, Shiunsai rivela che ha ucciso lui il padre dello stesso Tatsumaru.
Lord Matsunoshin Gohda
L'attuale capo della casata dei Gohda. La famiglia dei Gohda si è sempre fidata profondamente dei ninja Azuma e Matsunoshin non ne è da meno.
Gohda Motohide
Zio di Lord Gohda, si allea con Lord Toda, suo nemico, dando inizio a una ribellione. Cercherà di uccidere il nipote, ferendolo a una spalla, ma sarà fermato da Rikimaru e ucciso da Toda.
Lady Key
Moglie di Lord Gohda, morirà per mano dello zio di lui, Gohda Motohide, alleato di Lord Toda.
Lord Toda
Nemico di Lord Gohda, ha al suo servizio i nija Nyogetsu. Verrà ucciso da Tatsumaru, e lady Kagami, maestro dei Nyogetsu, gli taglierà la testa. Bruciandola davanti a Tatsumaru e gettandola da una rupe, farà nascere l'Aurora di fuoco.
Suzaku
Uno dei quattro signori dell'Aurora di Fuoco, Suzaku si rivela essere Onikage più tardi nel gioco (Onikage è uno dei nemici principali del gioco Tenchu: Stealth Assassins). L'arma di Suzaku è una spada ma usa molto spesso i suoi tremendi calci per combattere. Il suo stile di combattimento sembra essere l'arte marziale Arnis-Sikaran delle filippine, in Tenchu: Stealth Assassins invece combatte usando l'arte marziale Taekwondo. Il suo nome è stato tratto dall'Uccello vermiglio, uno dei quattro simboli delle costellazioni cinese, rappresentante il sud e la stagione estiva.
Genbu
Uno dei quattro signori dell'Aurora di Fuoco, Genbu è un combattente forte ma molto lento e dotato di poca intelligenza, usa come arma due clave a forma di pesce. Il suo nome è stato tratto dalla Tartaruga nera (talvolta chiamata anche Guerreiero nero del nord), uno dei quattro simboli delle costellazioni cinese, rappresentante il nord e la stagione invernale.
Byakko
Uno dei quattro signori dell'Aurora di Fuoco, Byakko combatte usando una spada e insieme a una tigre bianca che tratta come un animale domestico. Il suo nome è stato tratto dalla Tigre bianca, uno dei quattro simboli delle costellazioni cinese, rappresentante l'ovest e la stagione autunnale.
Seiryu
Uno dei quattro signori dell'Aurora di Fuoco, Seiyru combatte usando una mazza e un piccone. Il suo nome è stato tratto dal Drago celeste (talvolta chiamata anche Drago celeste dell'est), uno dei quattro simboli delle costellazioni cinese, rappresentante l'est e la stagione primaverile.

## Oggetti

### Oggetti iniziali
Questi oggetti sono utilizzabili fin dall'inizio del gioco.
- Rampino - Oggetto sempre presente nell'inventario di oggetti portati in missione serve per raggiungere posti irraggiungibili con i semplici salti, unico oggetto insieme allo shuriken che prima del lancio si mira la direzione in cui lo si vuole lanciare e unico oggetto in assoluto che non si consuma ne si perde durante tutto il gioco.
- Shuriken - Stellette di metallo da usare come arma da lancio, infliggono 20 punti danno al nemico. Utili per uccidere i cani del gioco senza essere avvistati. Nella versione per il Regno Unito sono sostituiti da dei coltelli.
- Pozione della Salute - Ristora completamente la barra dell'energia del giocatore.
- Caltrops - chiodi a stella da lasciare sul terreno per ferire (anche se leggermente) e rallentare dei possibili inseguitori.
- Riso colorato - Segno da lasciare sul terreno per evitare di perdersi nel livello. I nemici si insospettiscono se lo notano, e in una missione si può portare al massimo 5 dosi di riso colorato.

#### Oggetti da trovare
Questi oggetti sono utilizzabili solo se vengono trovati in un dato livello (un oggetto per livello), e si trovano in differenti posti e/o livelli a seconda se si sta usando Ayame, Rikimaru o Tatsumaru (Tasumaru, avendo meno missioni, in alcuni livelli trova più oggetti di questo tipo); dopo questo si possono utilizzare in qualunque missione.
- Antidoto - Elimina immediatamente gli effetti stordenti e i danni subiti per causa del veleno, anche se il personaggio si risana da solo dal veleno dopo un certo tempo. Rikimaru lo trova nel livello 2, Ayame nel livello 2 e Tatsumaru nel livello 1.
- Bombe fumogene - Quando lanciate, al contatto del terreno, rilasciano fumo nell'aria stordendo e distraendo i nemici (non il giocatore) vicini ad esso. Utili per distrarre i boss. Rikimaru le trova nel livello 3, Ayame nel livello 7 e Tatsumaru nel livello 6.
- Granate - Semplici bombe da lanciare che esplodono al contatto di un nemico o dopo un certo tempo per causare circa 30 punti danno a chi è vicino ad essa. Non si mira durante il lancio. Rikimaru le trova nel livello 4, Ayame nel livello 3 e Tatsumaru nel livello 5.
- Riso avvelenato - Riso da lanciare sul tragitto dei nemici ignari della presenza del personaggio. I nemici verranno distratti da esso e storditi dal veleno quando lo avranno mangiato, rendendoli più facili da uccidere senza essere avvistati. Rikimaru lo trova nel livello 5, Ayame nel livello 6 e Tatsumaru nel livello 3
- Bottiglia d'aria - Ripristina completamente le riserve d'aria interne del personaggio mentre sta nuotando per evitare che affoghi (le riserve d'aria si ripristinano completamente anche quando esce dall'acqua). Rikimaru la trova nel livello 6, Ayame nel livello 5 e Tatsumaru nel livello 4.
- Dardi avvelenati - Questa cerbottana spara dardi avvelenati che uccidono istantaneamente i nemici e conta ai fini del punteggio come un'uccisione silenziosa. Quando invece il nemico sta combattendo con il giocatore e viene colpito dal dardo, subisce lievi danni ma viene avvelenato. In una missione si può portare un massimo di 5 dardi. Rikimaru li trova nel livello 7, Ayame nel livello 4 e Tatsumaru nel livello 4.
- Mina - Posizionata sul terreno dal giocatore, quando un qualunque altro personaggio (anche il giocatore) ci cammina sopra essa esplode causando circa 40-50 punti danno a chi è vicino ad essa. Utile da posizionare di nascosto sull'itinerario di guardia di un nemico. Rikimaru la trova nel livello 8, Ayame nel livello 9 e Tatsumaru nel livello 7.
- Polvere accecante - Accecano completamente un nemico, costringendolo ad attaccare alla cieca. Utile per stordire i boss. Rikimaru la trova nel livello 10, Ayame nel livello 10 e Tatsumaru nel livello 2.

### Oggetti speciali
Questi oggetti possono essere acquisiti alla fine di un livello, incluso il livello di allenamento, se il giocatore ottiene il voto "Gran Maestro" (450 punti missione) per un dato numero totale di volte (la sommatoria tra tutti quelli ottenuti nelle missioni di Rikimaru, Ayame e Tatsumaru).
- Gas narcotizzante - Quando usato addormenta i nemici vicino ad esso rendendo molto più facile la loro uccisione. Si acquisisce dopo aver ottenuto il voto "Gran Maestro" 2 volte in totale e in una missione si può portare al massimo 3 cariche di gas.
- Frecce esplosive - Quando sparata, questa freccia esplode al contatto con qualunque cosa, sia che siano nemici o muri. L'esplosione danneggia tutti personaggi (sia nemici che il giocatore) intorno ad essa per fare un danno di circa 25 punti danno. Si acquisisce dopo aver ottenuto il voto "Gran Maestro" 6 volte in totale e in una missione si può portare al massimo 2 Frecce.
- Foglie del camuffamento - Quando usato, questo oggetto teletrasporta il giocatore alle spalle del nemico più vicino per poterlo uccidere facilmente in modo silenzioso; se però il nemico si trova troppo lontano, l'oggetto non avrà effetto e viene sprecato. Si acquisisce dopo aver ottenuto il voto "Gran Maestro" 10 volte in totale e in una missione si può portare al massimo 2 Fogli.
- Armatura Ninja - Quando portato alla missione i danni inflitti al giocatore vengono ridotti del 50% per tutta la durata della missione. Se portato alla missione il personaggio indosserà inoltre un nuovo abito. Si acquisisce dopo aver ottenuto il voto "Gran Maestro" 15 volte in totale e in una missione si può portare al massimo un'Armatura.
- Soffio del drago - Quando usato, il giocatore emetterà a ventaglio davanti a sé una fiammata infliggendo a tutti i nemici sulla sua traiettoria circa 60 punti danno. Si acquisisce dopo aver ottenuto il voto "Gran Maestro" 20 volte in totale e in una missione si può portare al massimo 1 Soffio del drago.
- Rinascita del ninja - Quando portato in missione, se la barra dell'energia del giocatore raggiunge lo 0 il giocatore viene resuscitato e teletrasportato nel punto dove aveva posizionato il riso colorato se l'ha fatto, altrimenti viene teletrasportato vicino dove è stato ucciso. Se ucciso in acqua ritornerà in vita ma non cambierà posto. L'oggetto non resuscita il giocatore se questo è morto affogato o precipitato in un baratro. Si acquisisce dopo aver ottenuto il voto "Gran Maestro" 25 volte in totale e in una missione si può portare al massimo 1 Rinascita.

## Doppiaggio
| Personaggio      | Doppiatore giapponese | Doppiatore italiano |
| ---------------- | --------------------- | ------------------- |
| Rikimaru         | Tomohiro Tsuboi       | Claudio Moneta      |
| Ayame            | Masako Inui           | Emanuela Pacotto    |
| Tatsumaru        | Kenji Hamada          | Luca Sandri         |
| Azuma Shiunsai   | Masaaki Tsukada       | Antonio Paiola      |
| Lady Kagami      | Atsuko Tanaka         | Jasmine Laurenti    |
| Suzaku           | Nakao Egawa           | Marco Balzarotti    |
| Genbu            | Mitsuaki Hoshino      | Claudio Beccari     |
| Byakko           | Tomoki Yanagi         | Claudio Moneta      |
| Lord Gohda       | Yousuke Akimoto       | Marco Balzarotti    |
| Principessa Kiku | Ikue Ōtani            | Jasmine Laurenti    |
| Narratore        | Rokurō Naya           | Silvano Piccardi    |